# Severiano Martínez Anido
Severiano Martínez Anido (Ferrol, 21 de mayo de 1862-Valladolid, 24 de diciembre de 1938) fue un militar español que a lo largo de su carrera ocupó diversos puestos en materia de orden público, llegando hasta el generalato.
Hombre cruel y violento, es principalmente conocido por su papel en la dura represión policial del pistolerismo anarquista en Barcelona a comienzos de la década de 1920. Durante la dictadura de Primo de Rivera fue una de las principales figuras del gabinete, desempeñando los puestos de ministro de la Gobernación y vicepresidente del Consejo de Ministros. Más adelante sería ministro de Orden Público del primer gobierno del general Franco, ya durante la Guerra civil española.

## Biografía

### Inicios y carrera militar
Nació en la ciudad coruñesa de Ferrol, el 21 de mayo de 1862.

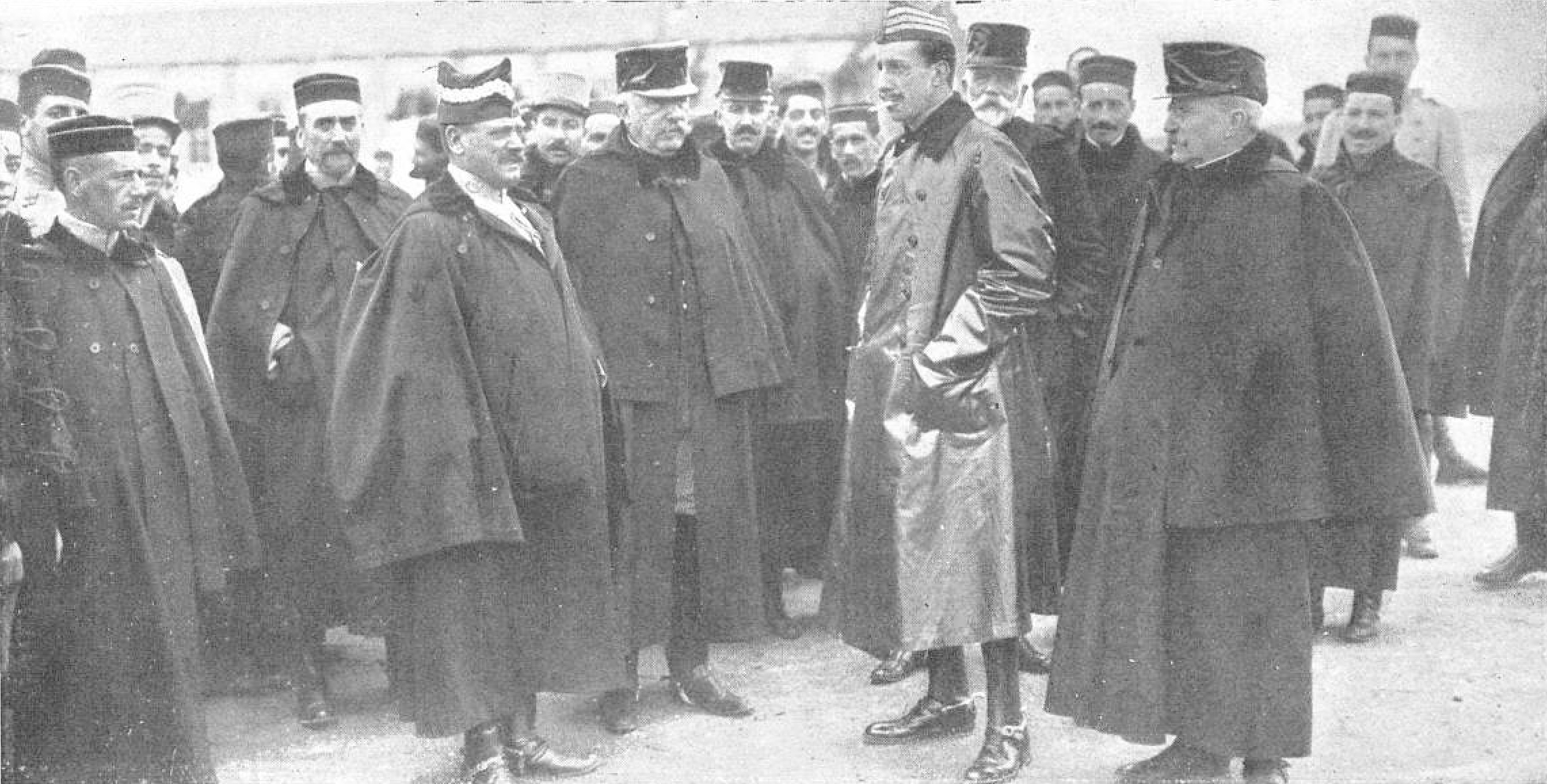
Martínez Anido en una visita de Alfonso XIII al campamento de Los Alijares de la Academia de Infantería de Toledo (1914)

Ingresó en la Academia General Militar en 1880, de la cual se licenció cuatro años más tarde con el empleo de alférez de infantería. Intervino en las campañas de Filipinas y Marruecos, ascendiendo a coronel en 1909 y a general de brigada en 1914. Fue nombrado ayudante personal del rey Alfonso XIII en 1911. A partir de esta época ocupa puestos de relevancia: director de la Academia de Infantería de Toledo, comandante de la 1.ª Brigada de Cazadores y gobernador militar de Guipúzcoa. Llegó a dominar medianamente los idiomas inglés, francés e italiano.
Ascendió al empleo de general de división en 1918 y, posteriormente, a teniente general.

### Gobernador militar y civil de Barcelona
Gobernador militar de Barcelona entre febrero de 1919 y octubre de 1920, pasó en esa fecha a desempeñar el cargo de gobernador civil; estaría al frente del gobierno civil entre noviembre de 1920 y octubre de 1922. La designación de Anido como gobernador civil de Barcelona se produjo en el contexto del giro de la política del gobierno de Eduardo Dato hacia posiciones represivas. El presidente del Consejo de Ministros le nombró con el objetivo de acabar con la conflictividad laboral y social que entonces imperaban en Barcelona. Por ello, su figura fue ampliamente respaldada por los medios de comunicación catalanes de ideología conservadora, así como por el ejército e incluso el monarca. El político catalanista Francisco Cambó también habría recomendado a las autoridades de Madrid el nombramiento de Martínez Anido para el cargo de gobernador.
Contando con la cobertura de la suspensión de garantías constitucionales, Martínez Anido dirigió la represión contra las organizaciones obreras, en especial contra la Confederación Nacional del Trabajo, para lo cual llegó a auspiciar a los llamados Sindicatos Libres, contrarios a la anarquista CNT. También empleó al Somatén en su lucha contra los anarquistas. Uno de sus principales colaboradores en la ciudad condal fue el jefe superior de policía, el general Miguel Arlegui. La actuación de Martínez Anido y Arlegui, caracterizada por la brutalidad y el uso de métodos violentos (especialmente, la aplicación de la trístemente famosa Ley de Fugas), fue muy discutida desde ciertos sectores. La espiral de violencia acabó alcanzando al propio jefe del gobierno. Dato fue asesinado el 8 de marzo de 1921 en Madrid por un grupo de tres anarquistas que le dispararon desde un sidecar, causándole la muerte.
Sobre su actuación en Barcelona, el historiador británico Hugh Thomas llegó a comentar:

...La actuación del general Martínez Anido [...] como gobernador civil de Barcelona, de 1920 a 1922, se hizo famoso por su crueldad, un tipo de represión que no se había visto en España en varias generaciones. Apoyó a los Sindicatos libres, que parecían cada vez más una unión patronal de rompehuelgas. Se infiltraron pistoleros entre ellos y aumentó el terrorismo entre los anarquistas...

En el verano de 1921 la represión gubernamental contra la CNT estaba dando sus frutos, aunque para entonces la actuación de Martínez Anido escapaba abiertamente al control del gobierno. El 23 de octubre de 1922 cesó como gobernador civil, al ser destituido por el presidente del Consejo de Ministros José Sánchez Guerra, opuesto a sus métodos. Su labor fue sin embargo apreciada por Fomento del Trabajo Nacional y los industriales catalanes, llegando a ser considerada una petición de nombramiento como hijo adoptivo de Barcelona, además de prepararle una despedida en el Hotel Ritz tras su destitución.

### Dictadura de Primo de Rivera

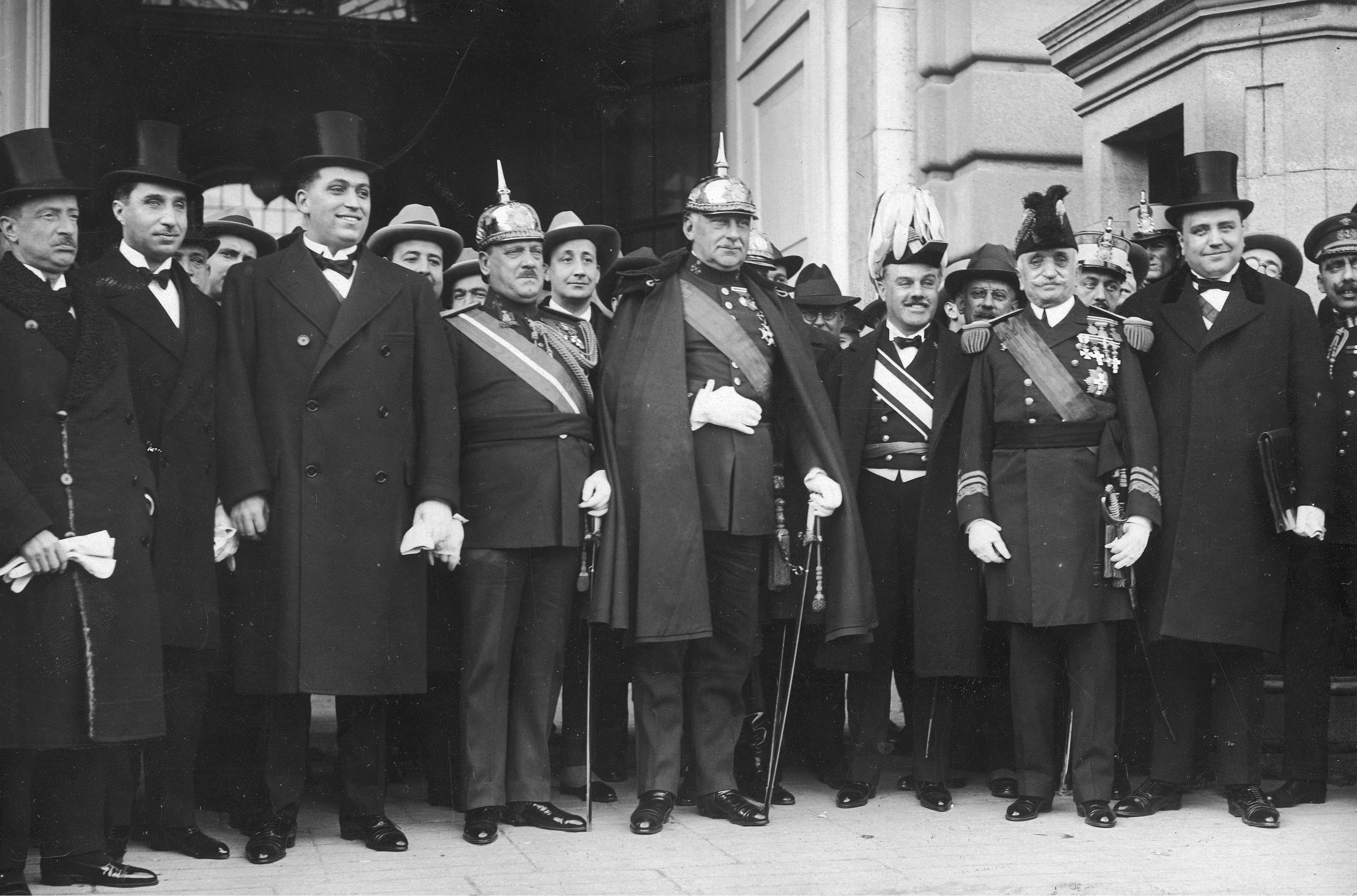
Los miembros del directorio civil de Primo de Rivera en diciembre de 1925. En primera fila, de izquierda a derecha, Eduardo Callejo (Instrucción Pública), José Yanguas (Estado), José Calvo Sotelo (Hacienda), Severiano Martínez Anido (Gobernación), Miguel Primo de Rivera (presidente), conde de Guadalhorce (Fomento), Honorio Cornejo (Marina) y Eduardo Aunós (Trabajo).

Tras la implantación de la dictadura de Primo de Rivera, durante el llamado Directorio Militar, fue nombrado subsecretario del Ministerio de la Gobernación en septiembre de 1923. En esta época contó con un antiguo colaborador suyo, el general Miguel Arlegui, como director general de Seguridad. Posteriormente, en diciembre de 1925, con la instauración del Directorio Civil, sería nombrado ministro de Gobernación propiamente dicho, puesto en el que se mantuvo hasta enero de 1930. Entre diciembre de 1925 y enero de 1930 desempeñó la vicepresidencia del Consejo de Ministros. En calidad de vicepresidente se convirtió de hecho en la mano derecha del general Miguel Primo de Rivera, y, a la postre, en una de las principales figuras de la dictadura. Reflejo de ello es el hecho de que el dictador solo discutía con Martínez Anido las decisiones sobre los temas estrictamente políticos.
Conocido por su hostilidad hacia los intelectuales, en una ocasión Martínez Anido habría llegado a manifestar —de acuerdo con Eduardo Ortega y Gasset— tras confirmarse el destierro de Miguel de Unamuno a las islas Canarias en 1924:

Yo cortaría varias cabezas de "intelectuales" para que no molesten más. Si yo pudiera realizar mi programa, Unamuno no llegaría vivo a Fuerteventura. ¡A mí me tienen sin cuidado los "intelectuales"!

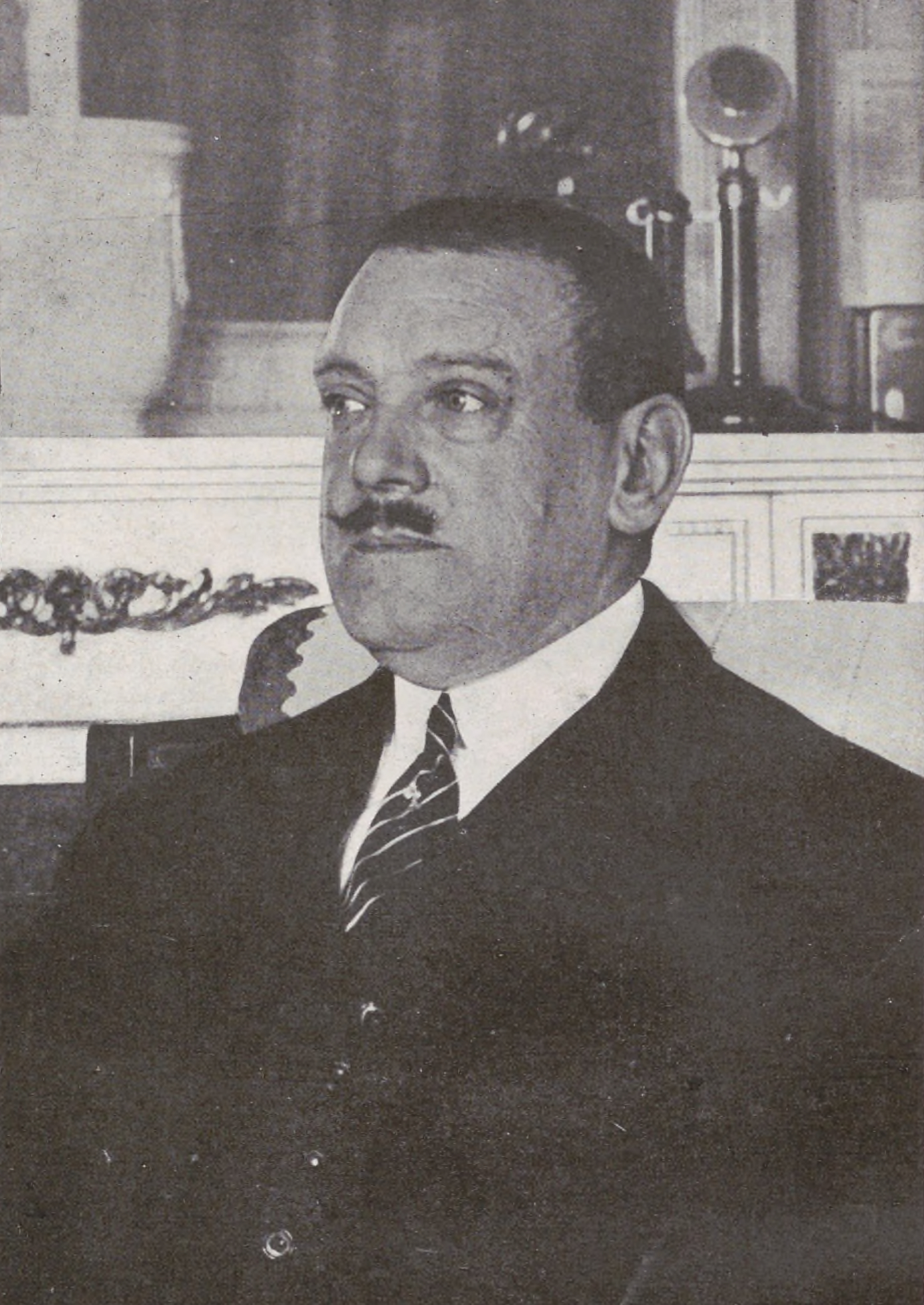
Retrato de Martínez Anido publicado en 1929

Como parte de la política de orden público, una de las primeras decisiones del Directorio fue la promulgación de un decreto —con fecha de 17 de septiembre de 1923— por el cual se extendía la institución catalana del Somatén a todas las provincias de España. En contraste con la conflictividad de los años anteriores, durante el periodo de la dictadura se logró un restablecimiento de la «paz social». La posición de Martínez Anido en el gabinete le hizo asumir otras responsabilidades en determinadas circunstancias. En 1928 ejerció durante varios meses y con carácter interino el puesto de ministro de la Guerra debido a la enfermedad del ministro titular, el general Juan O'Donnell. Un año después asumió interinamente la presidencia del Consejo de Ministros y la cartera de Estado, por ausencia del general Primo de Rivera, entre julio y septiembre de 1929. Sin embargo, la dimisión de Miguel Primo de Rivera en enero de 1930 también supuso su salida de gobierno.

### Etapa en el exilio
Exiliado en Francia tras la proclamación de la Segunda República, no asistió al proceso llevado a cabo por un Tribunal de Responsabilidades en el edificio del antiguo Senado en noviembre de 1932 para enjuiciar a los responsables de la dictadura de Primo de Rivera. La sentencia emitida supuso una dura condena de 24 años de confinamiento e inhabilitación, con la retirada de la pensión para Martínez-Anido. En 1935 Ramón Sales se reunió en Niza con el ya anciano militar para conseguir que liderara un golpe de Estado en Cataluña, pero este acabó declinando la proposición.

### Guerra Civil
Al estallar en 1936 la Guerra Civil, regresó a España donde se puso inmediatamente a disposición de los sublevados, siendo designado presidente del Patronato Nacional Antituberculoso. En octubre de 1937, fue nombrado por el general Francisco Franco jefe de los servicios de Seguridad Interior, Orden Público y Fronteras, dependiente directamente de la Jefatura del Estado. No obstante, desde este puesto Martínez Anido se encargaba de cuestiones tales como la censura de espectáculos y el control de abusos en el mercado. En enero de 1938, con la conformación del primer gobierno de Francisco Franco, fue nombrado ministro de Orden Público. Tal y como ha señalado el historiador Hugh Thomas, su nombramiento «fue calculado con el fin de sembrar pánico entre los republicanos». El nuevo ministro de Orden Público no tardó en aplicar su política de control y represión. El embajador alemán en la España franquista, Eberhard von Stohrer, llegó a enviar un informe a Berlín en el que señalaba que la política represiva practicada por Martínez Anido «resultaba inadmisible, aun a los ojos de la propia Falange».
Diametralmente opuesto al independentismo catalán, Martínez Anido llegó a oponerse —en el contexto de la formación del primer gabinete franquista— a una propuesta de Pedro Sáinz Rodríguez de que Eugenio d'Ors fuese nombrado director de Bellas Artes por considerar que era un «separatista catalán».
El nuevo ministro de Orden Público organizó la cooperación policial con otros estados fascistas. A petición de la jefatura de Estado, el gobierno de la Alemania nazi mandó a un equipo de expertos dirigidos por el coronel de las SS Heinz Jost con el objetivo de instruir a la nueva policía franquista. Este equipo fue enviado a Valladolid, quedando adscrito al Ministerio de Orden Público. El 31 de julio de 1938 el jefe de las SS y la policía de la Alemania nazi, Heinrich Himmler, y Martínez Anido suscribieron un acuerdo por el cual se establecía la extradición mutua sin intervención judicial de «delincuentes políticos» que fueran detenidos en ambos países. Como parte de lo acordado, la Gestapo asignó a un agente suyo en la embajada alemana en Salamanca, mientras que de forma análoga el gobierno de Franco destacó a un oficial de policía en la embajada de Berlín. El acuerdo también permitió que el agregado de la Gestapo en España, Paul Winzer, dirigiese un programa de instrucción de la nueva Policía política de Franco.
Falleció el 24 de diciembre de 1938. Tras su deceso quedó suprimida la cartera de Orden Público y sus funciones se sumaron a las de Interior —que a partir de entonces se denominó Ministerio de la Gobernación— con el consiguiente aumento de poder para el titular de este, Ramón Serrano Suñer.
Enterrado en el cementerio del Carmen de Valladolid, sus restos mortales fueron trasladados diez años después, en 1949, a un fastuoso panteón costeado por el ayuntamiento de la ciudad, en el mismo camposanto.

## Imputación póstuma

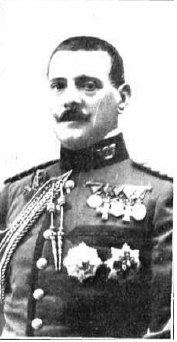
Retratado hacia 1912, con el grado de coronel.

En 2008, fue uno de los treinta y cinco altos cargos del franquismo imputados por la Audiencia Nacional en el sumario instruido por el juez, expulsado de la carrera judicial Baltasar Garzón, por los presuntos delitos de detención ilegal y crímenes contra la humanidad que supuestamente habrían sido cometidos durante la Guerra civil española y los primeros años del régimen de Franco. El juez declaró extinguida la responsabilidad criminal de Martínez Anido cuando recibió constancia fehaciente de su fallecimiento, acaecido setenta y ocho años antes.

## Familia
Fue padre del dibujante e ilustrador Roberto Martínez Baldrich (1895-1959).

## Reconocimientos
- Gran Cruz (con distintivo rojo) del Mérito Militar (1915)[55]
- Gran Cruz de la Real y Militar Orden de San Hermenegildo (1922)[56]
- Gran Cruz (con distintivo blanco) de la Orden del Mérito Naval (1929)[57]
- Gran Cruz (con distintivo blanco) de la Orden Civil de Beneficencia (1929)[58]